# Джексон, Кэлвин (блюзмен)
Кэлвин Джексон (англ. Calvin Jackson; 22 января 1961 года, Холли-Спрингс, Миссисипи, США — 10 февраля 2015 года, Сенатобия, Миссисипи , США) — американский блюзовый барабанщик и певец. Номинант Blues Music Awards в номинации  «Лучший дебют» (2001) . Зять блюзмена Ар Эл Бёрнсайда, отец блюзмена Седрика Бёрнcайда. Инноватор хилл-кантри-блюза, включивший элементы региональной музыки файф-энд-драм в своё творчество. 

## Биография
Родился в 1961 году в Холли-Спрингс. В детстве пел в хоре и учился играть на барабанах, начал карьеру в группе Jubilee Hummingbirds. С 16 лет играл на барабанах в группе Ар Эл Бёрнсайда; в 1978 году дочь Бёрнсайда Линда родила сына Кэлвина Джексона Седрика Бёрнcайда и позже Кэлвин Джексон женился на Линде Бёрнсайд. До середины 1990 годов входил в состав группы своего тестя 
С 1982 года Джексон записывался также с Джуниором Кимбро, в том числе снявшись в культовом документальном фильме «Глубокий блюз»; также записывался с Джесси Мэй Хэмфилл, Сиделлом Дэвисом и другими музыкантами. В 1994 году он переехал в Нидерланды, где продолжил свою музыкальную карьеру, а его сын Седрик занял место за барабанами у своего деда Ар Эл Бёрнсайда. В 1999 году Кэлвин Джексон выпустил единственный альбом под своим собственным именем Calvin Jackson & Mississippi Bound's Goin' Down South, про который отозвались как «хороший альбом сырого и простого блюза» , «материал имеет своего рода блюзовый оттенок джук-джойнта, поскольку в основном состоит из ритмичных треков, которые заставляют вас танцевать и веселиться» .  Альбом был номинирован на премию Blues Music Award в категории «Лучший дебют».
Умер 10 февраля 2015 года в Сенатобии, по словам сына, от опухоли горла и головы .  
«Энтузиасты блюза…утверждают, что Джексона невозможно превзойти в стиле игры на барабанах, который определяется как специфический для севера Миссисипи» 

## Дискография
- Calvin Jackson (3) & Mississippi Bound — Goin' Down South (Me And My Blues Records, 1999)